# Communauté de communes Hers Garonne
La Communauté de communes Hers Garonne est une ancienne communauté de communes française de la Haute-Garonne. Elle est dissoute le 31 décembre 2010 et ses 3 communes rejoignent avec d'autres la communauté urbaine du Grand Toulouse, portant le nombre de communes de cette dernière à 37. 

## Communes adhérentes
Les trois communes adhérentes sont les suivantes :
| Nom                | Code Insee | Gentilé       | Superficie (km2) | Population (dernière pop. légale) | Densité (hab./km2) |
| ------------------ | ---------- | ------------- | ---------------- | --------------------------------- | ------------------ |
| Bruguières (siège) | 31091      | Bruguiérois   | 9,03             | 5 359 (2014)                      | 593                |
| Gratentour         | 31230      | Gratentourois | 4,09             | 3 530 (2014)                      | 863                |
| Saint-Jory         | 31490      | Saint-Joryens | 19,10            | 5 673 (2014)                      | 297                |